# Janus (priimek)
Janus je priimek v Sloveniji, ki ga je po podatkih Statističnega urada Republike Slovenije na dan 1. januarja 2010 uporabljalo manj kot 5 oseb.

## Znani nosilci priimka
- Goran Janus (*1970), smučarski skakalec, trener in športni delavec